# Ernest Niemczyk
Ernest Niemczyk (ur. 1941 r.) – polski inżynier architekt. Absolwent z 1965 Politechniki Wrocławskiej. Od 2001 r. profesor na Wydziale Architektury Politechniki Wrocławskiej. Autor "Cztery żywioły w architekturze", "Hala Ludowa we Wrocławiu".